# فینال‌های ان‌بی‌ای ۱۹۵۲
سری فینال‌های قهرمانی جهان ان‌بی‌ای ۱۹۵۲ بازی‌های دور قهرمانی اتحادیهٔ ملی بسکتبال (ان‌بی‌ای) در فصل ۵۲–۱۹۵۱ می‌باشد که بین دو تیم مینیاپولیس لیکرز، قهرمان بخش غرب در برابر نیویورک نیکس، قهرمان بخش شرق به صورت بهترین از هفت برگزار شد که با مزیت بازی خانگی بیشتر برای مینیاپولیس همراه بود.
مینیاپولیس در بازی نخست برنده شد و پس از آن تیم‌ها به صورت یکی در میان به پیروزی رسیدند، مینیاپولیس در جمعه، ۲۵ آوریل، در بازی تعیین‌کننده با اختلاف ۱۷ امتیاز در خانه پیروز شد و عنوان قهرمانی فصل را از آن خود کرد.
هفت بازی دو تیم در این سری در مجموع ۱۴ روز به طول انجامید. روزهای شنبه و یکشنبه، ۱۲ و ۱۳ آوریل، بازی‌ها در مینیاپولیس، ۱۶ و ۱۸ آوریل در نیویورک برگزار شد. سه بازی بعدی یکی در میان در زمین دو تیم به انجام رسید و بازی هفتم در زمین مینیاپولیس برگزار شد. کل مسابقات پس از فصل ۳۹ روز به درازا کشید که در این بازی‌ها مینیاپولیس ۱۳ بازی و نیویورک ۱۴ بازی انجام دادند.

## خلاصه سری
| بازی   | تاریخ    | تیم میزبان       | نتیجه                   | تیم مهمان        |
| ------ | -------- | ---------------- | ----------------------- | ---------------- |
| بازی ۱ | ۱۲ آوریل | مینیاپولیس لیکرز | ۸۳–۷۹ (وقت اضافه) (۱–۰) | نیویورک نیکس     |
| بازی ۲ | ۱۳ آوریل | مینیاپولیس لیکرز | ۷۲–۸۰ (۱–۱)             | نیویورک نیکس     |
| بازی ۳ | ۱۶ آوریل | نیویورک نیکس     | ۷۷–۸۲ (۱–۲)             | مینیاپولیس لیکرز |
| بازی ۴ | ۱۸ آوریل | نیویورک نیکس     | ۹۰–۸۹ (وقت اضافه) (۲–۲) | مینیاپولیس لیکرز |
| بازی ۵ | ۲۰ آوریل | مینیاپولیس لیکرز | ۱۰۲–۸۹ (۳–۲)            | نیویورک نیکس     |
| بازی ۶ | ۲۳ آوریل | نیویورک نیکس     | ۷۶–۶۸ (۳–۳)             | مینیاپولیس لیکرز |
| بازی ۷ | ۲۵ آوریل | مینیاپولیس لیکرز | ۸۲–۶۵ (۴–۳)             | نیویورک نیکس     |

لیکرز برندهٔ سری ۴–۳